# Discografia de Pristin
Esta é a discografia de Pristin, um grupo feminino sul-coreano, consiste em dois extended plays, três singles e um single promocional.

## Extended plays
| Título      | Detalhes | Posições nas paradas | Posições nas paradas | Posições nas paradas | Posições nas paradas | Vendas                       |
| Título      | Detalhes | KOR                  | JPN                  | TW Five              | US World             | Vendas                       |
| ----------- | --- | -------------------- | -------------------- | -------------------- | -------------------- | ---------------------------- |
| Hi! Pristin | - Lançamento: 21 de marco de 2017 - Gravadora: Pledis Entertainment, LOEN Entertainment - Formatos: CD, digital download  | 4                    | 157                  | 10                   | 10                   | - KOR: 42,299+ - JPN: 1,145+ |
| Schxxl Out  | - Lançamento: 23 de agosto de 2017 - Gravadora: Pledis Entertainment, LOEN Entertainment - Formatos: CD, digital download | 4                    | 116                  | 4                    | 5                    | - KOR: 22,571+ - JPN: 952+   |

## Singles
| Título                                                                                   | Ano  | Posições nas paradas | Posições nas paradas | Vendas          | Album       |
| Título                                                                                   | Ano  | KOR                  | US World             | Vendas          | Album       |
| ---------------------------------------------------------------------------------------- | ---- | -------------------- | -------------------- | --------------- | ----------- |
| "Wee Woo"                                                                                | 2017 | 49                   | 11                   | - KOR: 157,728+ | Hi! Pristin |
| "Black Widow"                                                                            | 2017 | —                    | —                    | —               | Hi! Pristin |
| "We Like"                                                                                | 2017 | 94                   | —                    | - KOR: 21,804+  | Schxxl Out  |
| "—" indica lançamentos que não figuraram nas paradas ou não foram lançados nessa região. |      |                      |                      |                 |             |

### Singles promocionais
| Título | Ano  | Posições nas paradas | Vendas         | Álbum       |
| Título | Ano  | KOR                  | Vendas         | Álbum       |
| ------ | ---- | -------------------- | -------------- | ----------- |
| "We"   | 2016 | 113                  | - KOR: 19,922+ | Hi! Pristin |

### Trilhas sonoras
| Título                       | Ano  | Posições nas paradas | Vendas         | Álbum                       | Integrante |
| Título                       | Ano  | KOR                  | Vendas         | Álbum                       | Integrante |
| ---------------------------- | ---- | -------------------- | -------------- | --------------------------- | ---------- |
| "Sickness" (병) (com Vernon) | 2016 | 144                  | - KOR: 14,622+ | Love Revolution Webtoon OST | Eunwoo     |

## Videoclipes
| Ano  | Título    | Diretores                                     | Referência |
| ---- | --------- | --------------------------------------------- | ---------- |
| 2016 | "We"      | Jimmy (Brainshock Pictures)                   | [ 14 ]     |
| 2017 | "Wee Woo" | Kim Yeong-jo e Yoo Soong-woo (Naive Creative) | [ 15 ]     |
| 2017 | "We Like" | Kim Yeong-jo e Yoo Soong-woo (Naive Creative) | [ 16 ]     |